# VCMG
VCMG ist ein musikalisches Projekt der Briten Vince Clarke und Martin Gore, das 2011 gegründet wurde und bisher ein Album (Ssss) sowie drei EPs (Spock, Single Blip und Aftermaths) veröffentlicht hat.

## Werdegang
Die Schulfreunde Clarke und Gore gründeten 1980 zusammen mit Dave Gahan und Andrew Fletcher die Band Depeche Mode. Wenige Monate später verließ Clarke die Band wieder, konnte allerdings mit anderen Projekten wie Erasure und Yazoo Erfolge feiern. Im Jahr 2011 kontaktierte Clarke Gore, um mit ihm gemeinsam an einem Minimal-Techno-Album zu arbeiten. Dabei produzierte jeder für sich in seinem Studio, ein Austausch fand lediglich über das Internet statt. Ssss erschien schließlich im März 2012, vorab wurden die EPs Spock (November 2011) und Single Blip (Februar 2012) veröffentlicht (zunächst exklusiv bei Beatport), im August 2012 folgte Aftermaths.
Der Name VCMG steht nicht nur für die Initialen der beiden Mitglieder, sondern auch für „Voltage-Controlled Modulation Generator“, ein Bauteil in Synthesizern.

## Diskografie

### Alben
- 2012: Ssss

### EPs
- 2011: Spock
- 2012: Single Blip
- 2012: Aftermaths